# Кайтмазов, Батрадз Ахсарбекович
Батрадз Ахсарбекович Кайтмазов (род. 18 апреля 1985, Орджоникидзе) — российский дзюдоист, призёр чемпионатов России и Европы, призёр летней Универсиады 2007 года в Бангкоке, победитель международных турниров, мастер спорта России международного класса. Член сборной команды страны в 2009—2012 годах. В декабре 2017 года объявил о завершении спортивной карьеры.

## Спортивные достижения
- Первенство России по дзюдо среди молодёжи 2005 года — ;
- Первенство России по дзюдо среди молодёжи 2007 года — ;
- Чемпионат России по дзюдо 2008 года — ;